# Адміністративний устрій Апостолівського району
Адміністративний устрій Апо́столівського району — Апостолівський район Дніпропетровської області поділяється на 2 міську та 2 сільські громади, які об'єднують 39 населених пунктів та підпорядковані Апостолівській районній раді. Адміністративний центр — місто Апостолове.

## Список громад Апостолівського району
| № | Назва                           | Центр            | Населені пункти | Площа км² | Місце за площею | Населення (2001), осіб | Місце за населенням | Розташування |
| - | ------------------------------- | ---------------- | --- | --------- | --------------- | ---------------------- | ------------------- | ------------ |
| 1 | Апостолівська міська громада    | м. Апостолове    | м. Апостолове c. Володимирівка с-ще Жовте с. Запорізьке c. Кам'янка с. Катеринівка c. Михайлівка с. Михайло-Заводське с. Нова Січ с. Новоіванівка с. Новомар'янівка с. Новосеменівка c. Перше Травня с. Сергіївка с. Слов'янка с. Тарасо-Григорівка с-ще Українка с. Червона Колона с. Шевченко с. Широчани |           |                 | 27935                  | 1                   |              |
| 2 | Зеленодольська міська громада   | м. Зеленодольськ | c. Велика Костромка м. Зеленодольськ с. Мала Костромка c. Мар'янське |           |                 | 22407                  | 2                   |              |
| 3 | Грушівська сільська громада     | c. Грушівка      | с-ще Гранітне c. Грушівка с-ще Тік c-ще Токівське с. Усть-Кам'янка с-ще Червоний Запорожець с. Червоний Тік |           |                 | 7949                   | 3                   |              |
| 4 | Нивотрудівська сільська громада | с. Нива Трудова  | с. Веселі Чумаки c. Вільне с. Єлизаветпілля c. Нива Трудова с. Новоукраїнське с. Садове с. Солдатське с. Зоряне |           |                 | 5951                   | 4                   |              |